# Sonnenfleck
Sonnenflecken sind dunkle Stellen auf der sichtbaren Sonnenoberfläche (Photosphäre), die kühler sind und daher weniger sichtbares Licht abstrahlen als der Rest der Oberfläche. Ihre Zahl und Größe bilden das einfachste Maß für die sogenannte Sonnenaktivität. Die Häufigkeit der Sonnenflecken unterliegt einer Periodizität von durchschnittlich elf Jahren, was als Sonnenfleckenzyklus bezeichnet wird. Ursache der Flecken und der in ihrer Nähe auftretenden Ausbrüche sind starke Magnetfelder, welche gebietsweise den Wärmetransport vom Innern an die Sonnenoberfläche behindern.

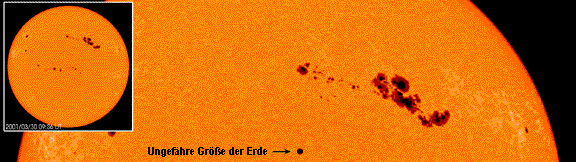
Sonnenflecken im Vergleich zur Größe der Erde. Die größte Fleckengruppe rechts gehört zum Typ F.

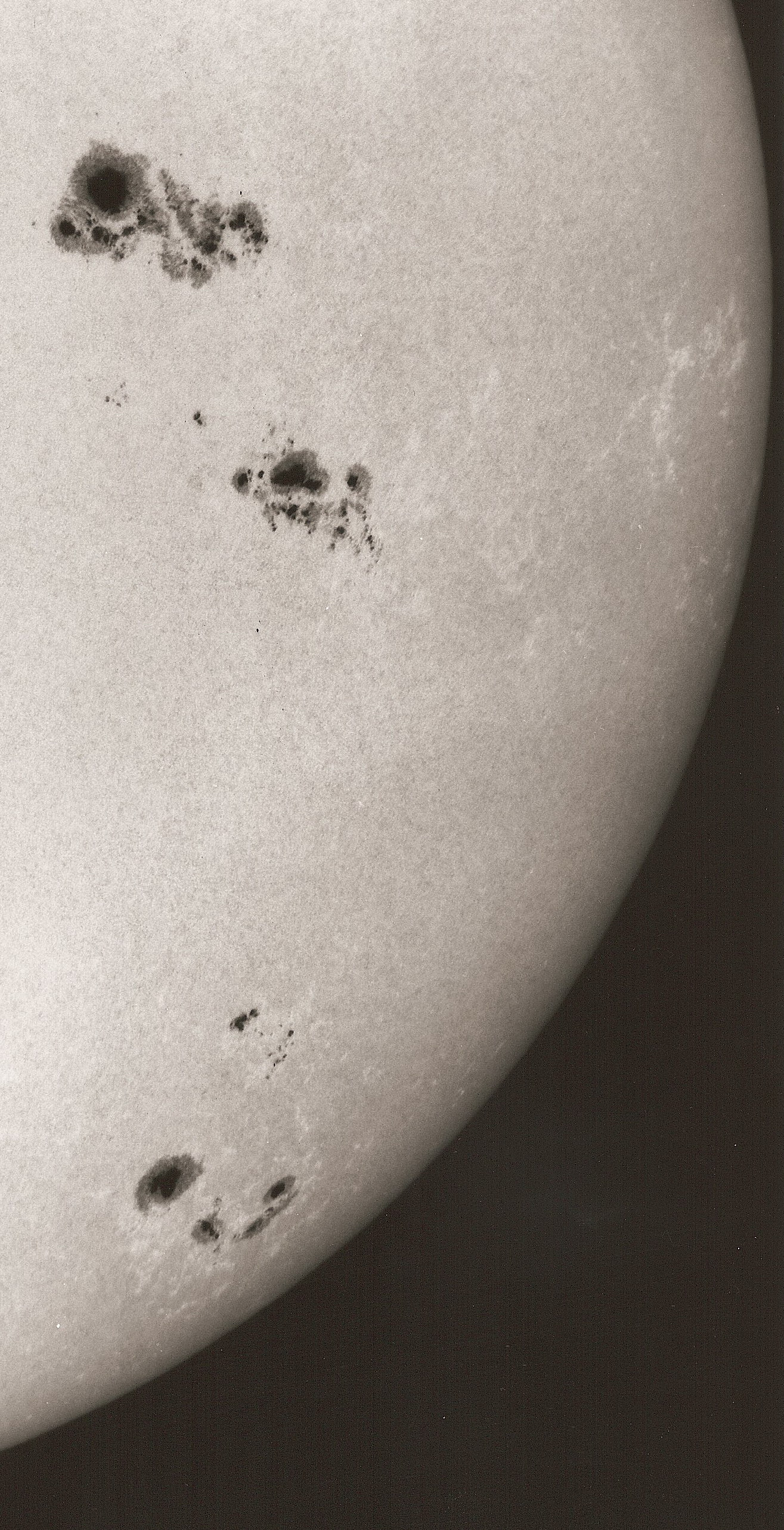
Mehrere Sonnenfleckengruppen mit Umbra und Penumbra, 16. Mai 2000, große Sonnenfackeln rechts und unten

Ein Sonnenfleck entsteht: Bündel von Magnetfeldlinien treten aus dem Inneren der Sonne aus.

Im Gegensatz zum optischen Eindruck im Fernrohr sind Sonnenflecken keineswegs schwarz, sondern strahlen – entsprechend dem Planckschen Strahlungsgesetz – nur etwa 30 % des normalen Sonnenlichts ab. Dieser Wert folgt aus ihrer im Vergleich zu ihrer Umgebung um bis zu 1500 K niedrigeren Temperatur. Die Gesamtfläche der Sonnenflecken schwankt je nach Phase im elfjährigen Zyklus zwischen 0,0 und maximal 0,4 % der gesamten Oberfläche.

## Entstehung
Da die Sonne aus heißen, fluktuierenden Gasen besteht, bewegt sich auch ihre Oberfläche nicht einheitlich: Die äquatorialen Regionen rotieren in etwa 25 Tagen, während jene der polnahen Breiten 30 oder mehr Tage für einen Umlauf benötigen. Dadurch kommt es im Laufe eines Zyklus (siehe unten) zu Verzerrungen des inneren – anfangs bipolaren – Magnetfeldes. Es entstehen lokale Feldbögen, die durch die Photosphäre brechen und deren Materie hinaus in die Korona tragen; die daraus resultierende Abkühlung der Oberfläche wird als Fleck sichtbar. Wo die Feldlinien lotrecht stehen, ist er am dunkelsten (Umbra), wo sie parallel zur Oberfläche verlaufen, ist er weniger dunkel (Penumbra).
Da die Bögen jeweils einen Ein- und Austrittspunkt haben, treten Sonnenflecken paarweise auf. Der vorauslaufende Fleck (englisch: leading spot) liegt dem Sonnenäquator näher als der zurückliegende (englisch: trailing spot); diese Abweichung sinkt mit zunehmendem Abstand zu den Sonnenpolen (Gesetz von Joy). Die Polarität des vorauslaufenden Flecks entspricht jener der jeweiligen Sonnenhemisphäre, für den zurückliegenden gilt das Gegenteil.
Im weiteren Verlauf des Zyklus werden die Flecken immer häufiger und größer (Gruppenbildung). Zuletzt sammeln sie sich am Äquator, wo sie einander weitgehend neutralisieren; der Rest der magnetisierten Gasfelder wird zu den Polen getragen: Das Gesamtmagnetfeld der Sonne wird wieder einheitlich (bipolar), jedoch mit umgekehrter Polarität.
Die genauen Eigenschaften des zugrundeliegenden sogenannten Sonnendynamos sind noch nicht umfassend geklärt.
Sonnenflecken sind meist von Faculae oder Plages gesäumt: heißen Regionen, die energiereiche Strahlung abgeben. Kommt es zu einem „Kurzschluss“ der Feldbögen, bricht das Magnetfeld unvermittelt zusammen und das anliegende Plasma wird freigesetzt; die Folge ist ein koronaler Massenauswurf.

## Eigenschaften

### Temperaturen und Magnetfelder
Die mittlere Oberflächentemperatur der Sonne beträgt etwa 5770 K, da sie annähernd wie ein Planck’scher „schwarzer Körper“ bei einer Strahlungstemperatur von 6050 K strahlt. Bei diesen Temperaturen liegt das Maximum der abgegebenen Energie im Bereich des sichtbaren Lichts. Der Kernbereich eines Sonnenflecks, die Umbra („Kernschatten“), ist nur rund 4270 K heiß, der ihn umgebende Hof – die Penumbra („Halbschatten“) etwa 5207 K. Bei diesen niedrigeren Temperaturen sinkt die Strahlungsintensität im sichtbaren Licht bereits deutlich ab, in der Umbra auf etwa 30 %. Umbra und Penumbra erscheinen daher bei Beobachtung durch einen Sonnenfilter oder bei der Okularprojektion deutlich dunkler.
Ursache für die Abkühlung sind starke Magnetfelder, welche die Konvektion und damit den Wärmetransport aus dem Sonneninnern behindern. Im sichtbaren Licht zeigen die Sonnenflecken daher die aktivsten Regionen auf der Sonne an. Darüber hinaus kommt es bei einer hohen Anzahl von Sonnenflecken vor, dass sich zwei benachbarte, aber gegenläufig gepolte Magnetfeldlinien neu verbinden (Rekonnexion) und die freiwerdende Energie in den Raum abgeben. Eine sichtbare Variante sind die Flares. Kommt es zu einem Strahlungsausbruch in Richtung Erde, so kann dieser zu starken Störungen im Erdmagnetfeld führen und sogar den Betrieb von Satelliten oder elektrischen Anlagen auf der Erde beeinträchtigen. Zudem erhöht solch ein Strahlungsausbruch die Wahrscheinlichkeit für Polarlichter auch in gemäßigten Breiten.

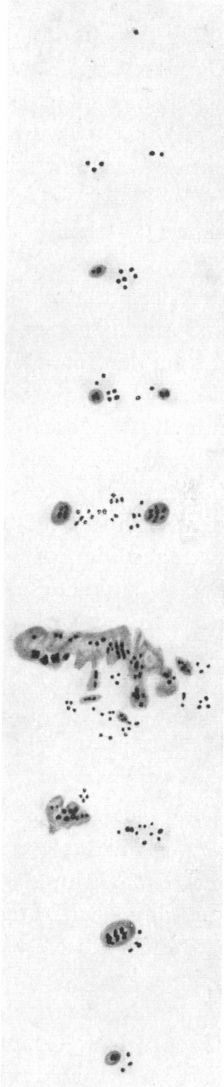
Typische Entwicklung einer großen Fleckengruppe (Typ A bis J) nach Max Waldmeier, Dissertation 1935

Mit einem Messgerät des Solar and Heliospheric Observatory konnte die Schallgeschwindigkeit sowohl in der Umgebung von Sonnenflecken als auch bis in 24.000 km Tiefe gemessen werden. Die Ursache der teils erheblichen Abweichungen ist bisher nicht geklärt.
In Jahren mit verminderter Fleckenanzahl verringert sich ebenfalls die Sonnenstrahlung um etwa 1 ‰. Die geringere Sonneneinstrahlung auf die Erde während eines Fleckenminimums bewirkt eine Minderung der Oberflächentemperatur von bis zu 0,1 °C. Regional können auch stärkere Klimaschwankungen auftreten. Die Jahre zwischen 1645 und 1715, das Maunder-Minimum, während dessen keine Sonnenflecken beobachtet wurden, fallen mit der Kleinen Eiszeit zusammen. Neben verringerter vulkanischer Aktivität und anderen Faktoren gilt die geringere Sonneneinstrahlung als Ursache für die Abkühlung jener Zeit.
Mit der Schwankung der Sonnenaktivität verändert sich auch die Ionosphäre der Erde. Dies hat Auswirkungen auf die Funkübertragung im Kurzwellenbereich. (Siehe auch: Amateurfunk)

### Sonnenflecken-Gruppen
Sonnenflecken treten meistens in Gruppen auf, beginnen aber als kleine Einzelflecken aus der Vereinigung mehrerer Konvektionszellen (Granulen). Sobald ein Einzelfleck wächst, wird er zu einer magnetisch bipolaren Gruppe (Typ B). Manche Flecken wachsen weiter, bilden die oben erwähnten Höfe (Penumbra) und werden dann als Typ C und Typ D bezeichnet. Nach einigen Tagen bis Wochen bilden sie sich wieder zurück (Typ H und J). Manche jedoch wachsen weiter und können sich als Typ E, F oder G über mehr als 200.000 km erstrecken. Diese Riesengruppen können mehrere Monate bestehen bleiben und mit Flare-Eruptionen einhergehen, doch treten sie nur rund um die Zeit der Sonnenfleckenmaxima auf.
Anhand der Sonnenflecken kann man die Rotation der Sonne beobachten, da sie sich auf der Oberfläche mitbewegen. Am Äquator rotiert die Sonne mit einer Umlaufdauer von 25,03 Tagen etwa 20 % schneller als in Polnähe. Dieses aus der Physik von Fluiden bekannte Phänomen heißt differentielle Rotation.
Die für einen Beobachter auf der Erde scheinbare Umlaufdauer am Sonnenäquator beträgt aufgrund des gleichsinnigen Umlaufs der Erde um die Sonne hingegen 26,87 Tage und wird als synodische Periode bezeichnet.

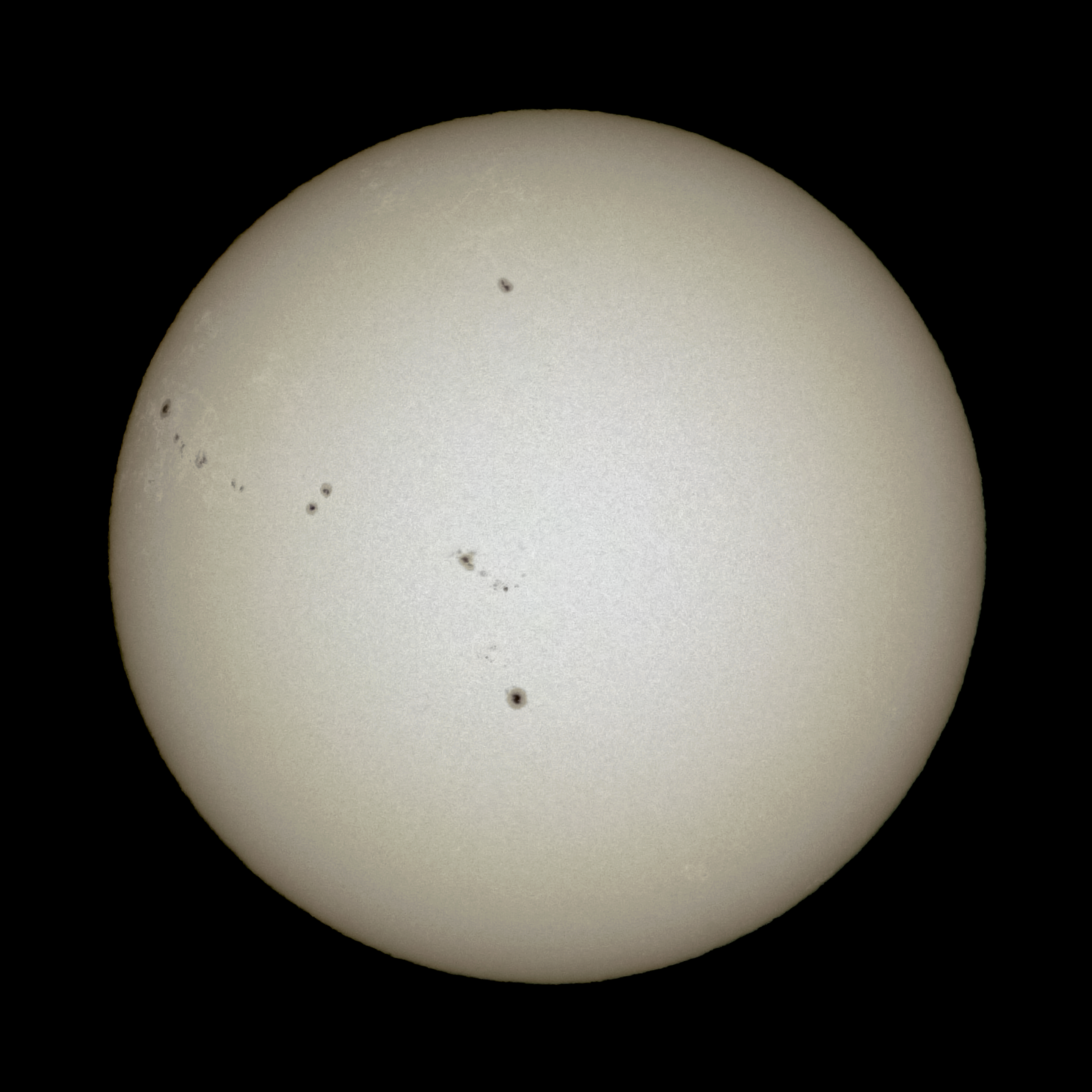
Terrestrische Aufnahme von verschiedenen gleichzeitig aufgetretenen Sonnenflecken im sichtbaren Lichtspektrum auf der vollständig abgebildeten Sonnenscheibe
Sonnenfleck, terrestrische Aufnahme
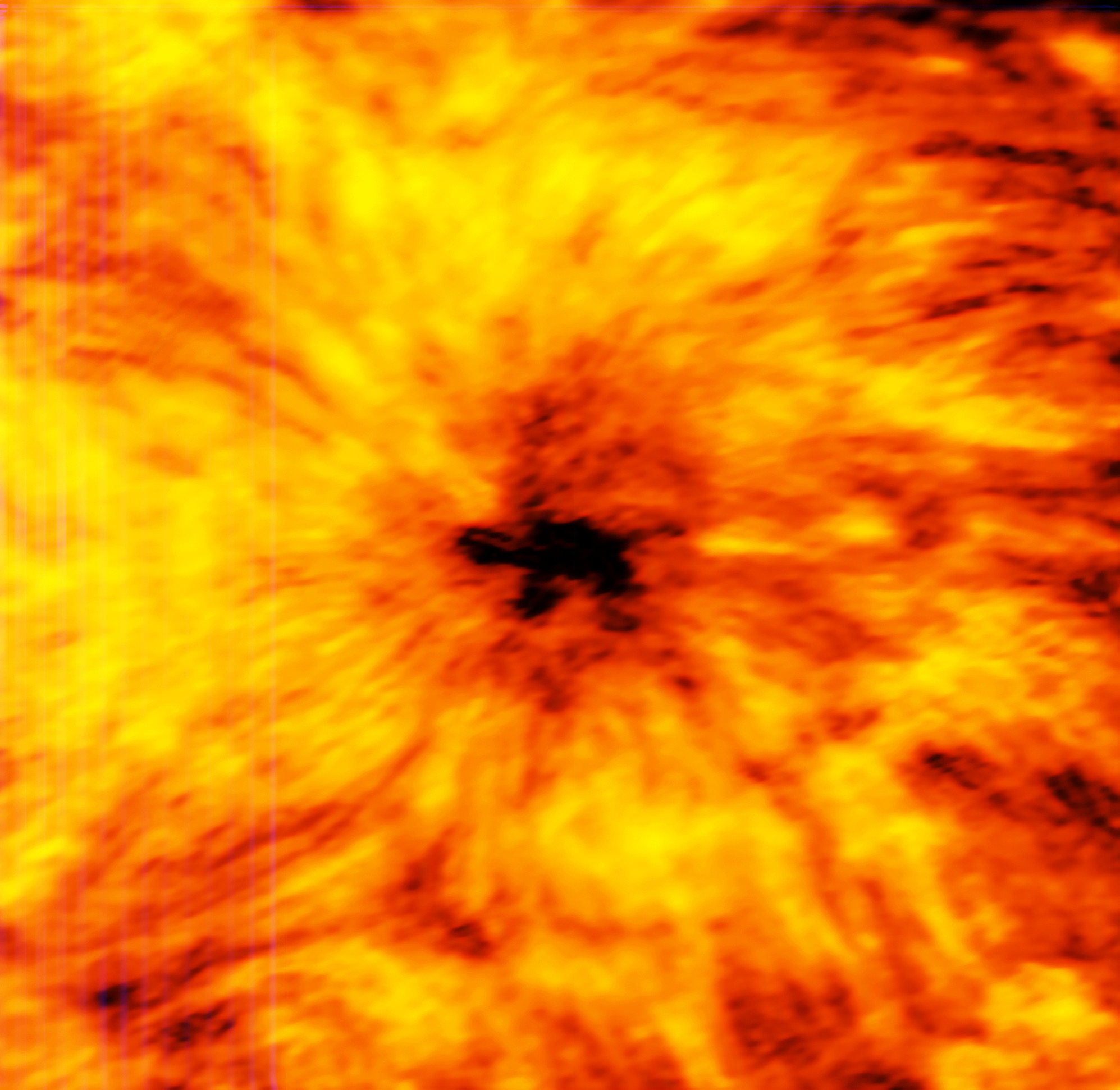
Sonnenfleck, aufgenommen im Millimeterwellenlängenbereich von ALMA
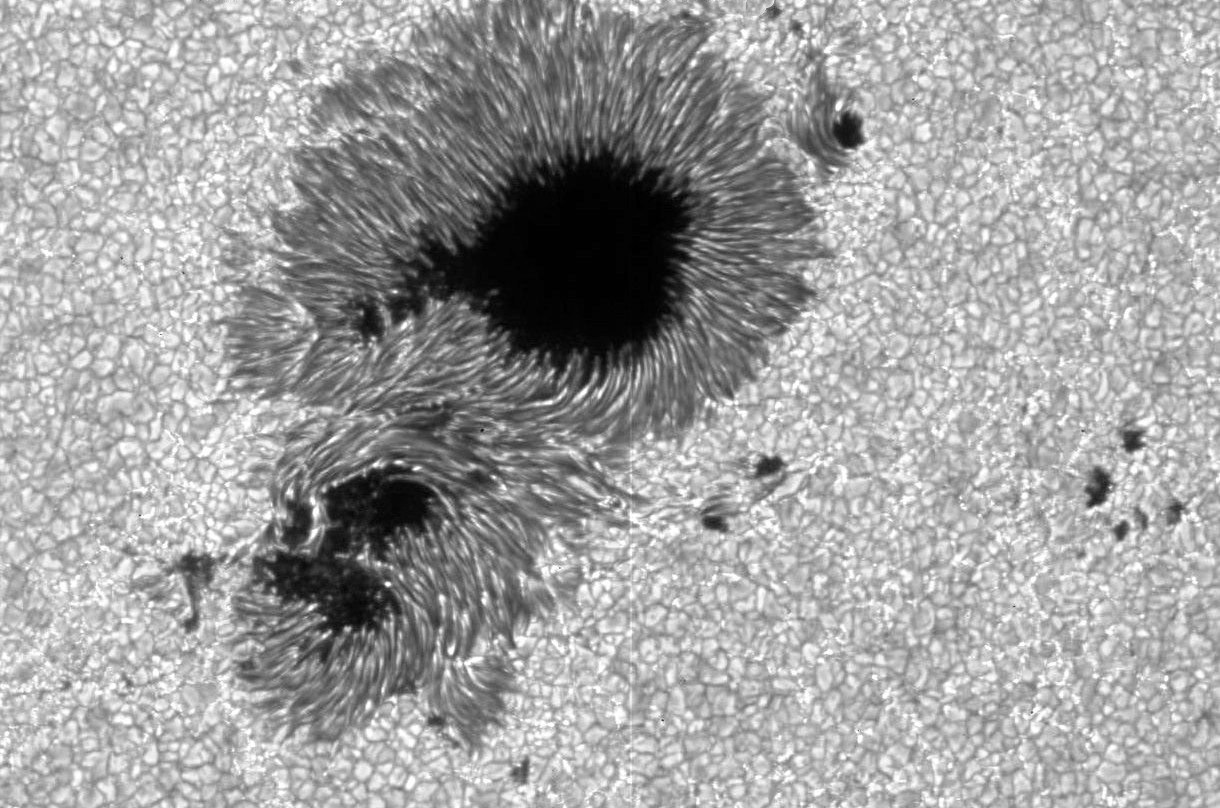
Sonnenfleck vom 13. Dez. 2006, aufgenommen bei ≈ 400 nm, Ø ≈ 20.000 km
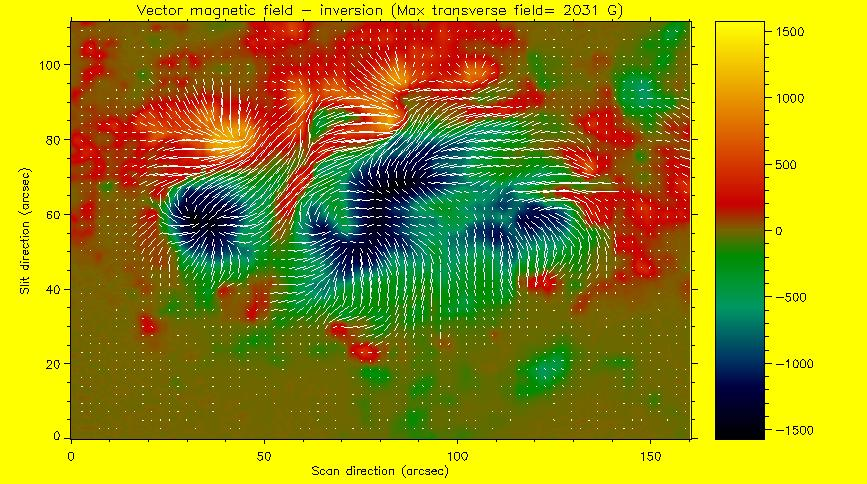
Magnetfeld in der Umgebung eines Sonnenflecks
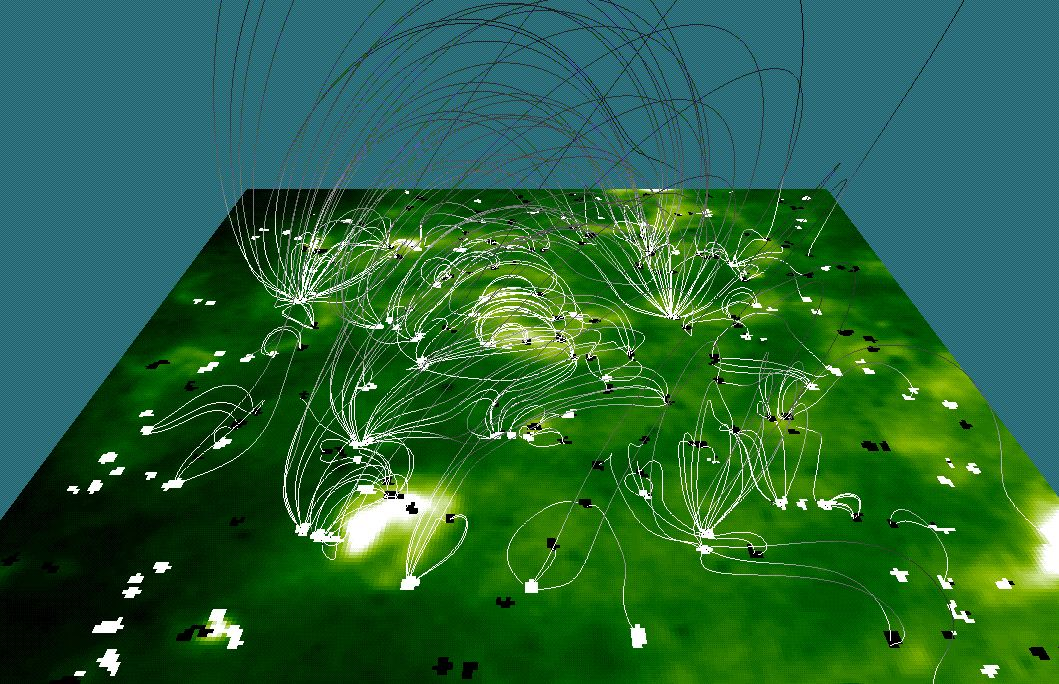
Simulation von Magnetfeldlinien auf der Sonne

## Zyklen

Rekonstruierte Sonnenfleckenaktivität der vergangenen 11.000 Jahre

Der Sonnenfleckenzyklus bezeichnet die Periodizität in der Häufigkeit der Sonnenflecken. Er beschreibt einen Zeitraum von durchschnittlich elf Jahren, welcher nach Samuel Heinrich Schwabe auch als Schwabezyklus bezeichnet wird. Im Fleckenminimum sind oft monatelang keine Flecken zu sehen, im Sonnenfleckenmaximum jedoch Hunderte. Innerhalb dieses Zyklus verändern die Fleckengebiete ihre heliografische Breite und die magnetische Polarität, so dass sie tatsächlich einem 22-jährlichen Zyklus folgen (Hale-Zyklus nach George Ellery Hale).

### Dauer eines Zyklus
Der 11-jährliche Sonnenfleckenzyklus ist nicht exakt regelmäßig. Obwohl der Durchschnittswert 11,04 Jahre beträgt, treten auch Zyklen von 9 bis 14 Jahren auf. Auch der Durchschnittswert variiert über die Jahrhunderte – die Sonnenzyklen im 20. Jahrhundert waren zum Beispiel mit 10,2 Jahren im Durchschnitt kürzer als die der vergangenen Jahrhunderte. Der Verlauf des Maunder-Minimums und weiterer Minima legt eine Variation der Gesamtintensität der Sonne auf einer Zeitskala von mehreren 100 Jahren nahe. Dies ist noch unbelegt, weil die Aufzeichnungen noch nicht lange genug erfolgen. Aus der 10Be-Verteilung im Grönlandeis (Eiskerndatierung) schließt man auf mehr als 20 extreme Sonnenminima innerhalb der letzten 10.000 Jahre.
Auch der Verlauf des Zyklus selbst ist nicht konstant. Der Übergang vom Minimum zum Maximum der Sonnenaktivität erfolgt umso schneller, je höher das Maximum sein wird. Dies wurde zuerst 1935 von dem Schweizer Astronomen Max Waldmeier (1912–2000) postuliert. Anders als beim steilen Anstieg nimmt die Anzahl der Sonnenflecken beim Übergang zum Minimum jedoch nur langsam ab. Nur im Falle eines sehr niedrigen Maximums sind An- und Abstieg ungefähr gleich lang.

### Beginn und Ende eines Zyklus

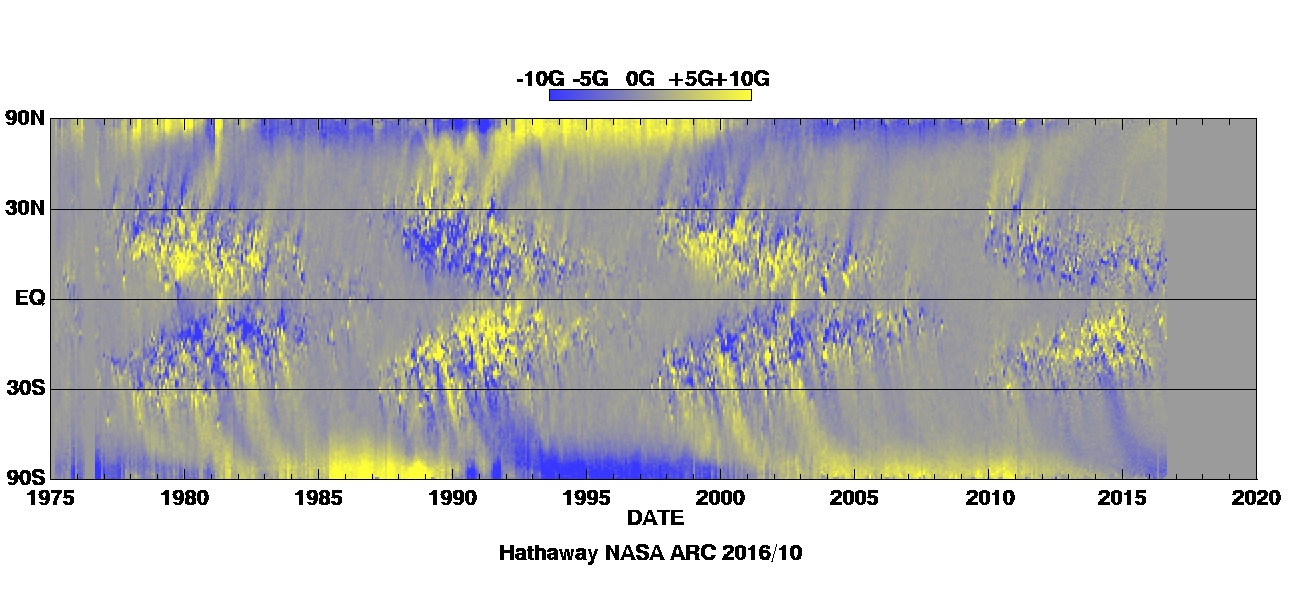
Orts- und zeitaufgelöste Variation des Magnetfeldes auf der Sonnenoberfläche

Den Beginn eines neuen Zyklus leitete man in der Vergangenheit aus dem Tiefpunkt der Zykluskurve ab. Dank verbesserter Messtechnik ist es heute möglich, die Magnetfeld-Polarität der Sonnenflecken zu bestimmen. Ein neuer Zyklus beginnt, wenn sich die Polarität zusammengehöriger Flecken auf der Sonnenoberfläche vertauscht. Die Auflösung der Abbildung rechts ist zwar zu gering, um den Zeitpunkt des Wechsels ablesen zu können, jedoch ist die Vertauschung der Polarität zwischen benachbarten Phasen deutlich zu erkennen.
Die Zyklen erhielten durch Rudolf Wolf eine fortlaufende Nummerierung, beginnend im Jahre 1749 (siehe Geschichte). Derzeit befindet sich die Sonne im 25. Zyklus.
| Zyklus- Nummer | Beginn    | Maximum   | Sonnen- flecken- relativzahl |
| -------------- | --------- | --------- | ---------------------------- |
| 18             | Feb. 1944 | Mai 1947  | 201                          |
| 19             | Apr. 1954 | Okt. 1957 | 254                          |
| 20             | Okt. 1964 | Mrz. 1968 | 125                          |
| 21             | Jun. 1976 | Jan. 1979 | 167                          |
| 22             | Sep. 1986 | Feb. 1989 | 165                          |
| 23             | Sep. 1996 | Mrz. 2000 | 139                          |
| 24             | Jan. 2008 | Feb. 2014 | 102                          |
| 25             | Dez. 2019 |           |                              |

Wie bereits oben erwähnt, haben die beiden Flecken einer bipolaren Gruppe eine unterschiedliche magnetische Ausrichtung, ebenso wie die vorauslaufenden Flecken auf der Nordhalbkugel eine entgegengesetzte magnetische Ausrichtung zu denen der Südhalbkugel haben. Innerhalb eines Sonnenfleckenzyklus ändert sich aber die Polarität der vorauslaufenden Flecken nicht. Diese wechselt erst mit dem nächsten Sonnenfleckenzyklus, so dass ein vollständiger Zyklus 22 Jahre umfasst (Hale-Zyklus).
Im 19. Jahrhundert und bis etwa 1970 wurde vermutet, dass es noch eine etwa 80-jährliche Periode (Gleißberg-Zyklus, nach Wolfgang Gleißberg) geben könne, der sich in niedrigen Werten der Relativzahl R von 1800 bis 1840 und (weniger deutlich) 1890–1920 äußerte. Neuere Forschungen sind von dieser Hypothese wieder abgegangen bzw. erklären die Schwankungen durch eine Art Super-Konvektion. Andere Hypothesen sprechen nicht nur vom 80-jährlichen Zyklus, sondern noch von einem zusätzlichen 400-jährlichen Zyklus.

### Dauer des An- und Abstiegs nach Max Waldmeier
Nach der von Max Waldmeier entwickelten Eruptions-Theorie dauert der Abstieg vom Fleckenmaximum bis zum Minimum umso länger, je höher das Maximum war. Dieser Zusammenhang heißt Waldmeier-Effekt. Hingegen ist der Anstieg zu einem hohen Maximum kürzer als im Durchschnitt; das Integral über die Zeit (d. h. die Fläche unter der Aktivitätskurve) ist fast konstant.
Zwar wurde Waldmeiers Hypothese durch die Entdeckung der Magnetfeld-Störungen bei Sonnenflecken obsolet, die Statistik der An- und Abstiege trifft jedoch bis auf seltene Schwankungen zu.

### Breiteneffekt
Zu Beginn eines Sonnenfleckenzyklus bilden sich die ersten Flecken in etwa 30° – 40° heliografischer Breite nördlich und südlich des Sonnenäquators. Im Laufe der nachfolgenden Jahre verschieben sich die Entstehungsgebiete immer weiter Richtung Äquator. Nach der Hälfte des Zyklus ist die Sonnenaktivität am höchsten und die Sonnenflecken entstehen etwa in 15° Breite. Die Anzahl und flächenmäßige Ausdehnung ist jetzt am größten. Zum Ende des Zyklus bilden sich vereinzelte Flecken in etwa ± 5° Breite und der Zyklus endet. Gleichzeitig bilden sich aber in den hohen Breiten die ersten Flecken des nächsten Zyklus.
Trägt man die Verteilung auf den Breitengraden und die Ausdehnung der Flecken in ein Diagramm über die Zeit ein (Spörers Gesetz), so entsteht das Schmetterlingsdiagramm – ähnlich den geöffneten Flügeln eines Falters.

### Aktive Längengrade und Flip-Flop-Zyklus
Bereits seit Anfang des 20. Jahrhunderts suchte man nach ausgezeichneten Längengraden, in denen Sonnenflecken bevorzugt entstehen (aktive Längengrade), jedoch blieb die Suche lange Zeit erfolglos – die gefundenen Längengrade variierten je nach Auswertungsmethode sowohl in Anzahl als auch in ihrer Lage, zudem waren sie nicht über längere Zeiträume beständig. Zu Beginn des 21. Jahrhunderts scheint sich die Situation jedoch zu ändern: Usoskin und Berdyugina untersuchten den Ansatz „wandernder Längengrade“ und fanden zwei um 180° versetzte aktive Längengrade, die der differentiellen Rotation unterliegen und sich über den untersuchten Zeitraum von 120 Jahren nicht veränderten. Nachdem die Ergebnisse der ersten Veröffentlichungen als mögliche „Artefakte“ der verwendeten Auswerte- und Filtertechnik angezweifelt wurden, konnten die Ergebnisse mittlerweile auch an den Rohdaten ohne weitergehende Filterung nachgewiesen werden.
Die beiden aktiven Längengrade sind nicht gleichzeitig aktiv: Die Aktivität wechselt innerhalb einer Sonnenrotation von einem zum anderen, die durchschnittliche Periode beträgt hierbei 3,8 Jahre auf der Nordhalbkugel und 3,65 auf der Südhalbkugel – etwa ein Drittel des Schwabezyklus. Diesen Zyklus, der ab 1998 bereits bei der Aktivität von Sternen entdeckt wurde, nennt man auch Flip-Flop-Zyklus.

## Quantifizierung

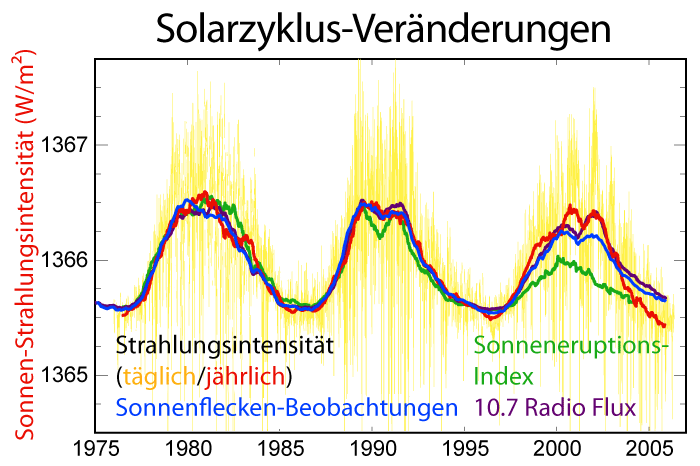
Graph über die Sonnenaktivität 1975–2006. Die blaue Linie kennzeichnet die Zahl der Sonnenflecken, und der elfjährige Zyklus ist deutlich zu erkennen.

### Sonnenflecken-Relativzahl
Die Häufigkeit der Sonnenflecken wird seit langem durch die Relativzahl (auch Wolf’sche Relativzahl genannt, definiert von Rudolf Wolf, respektive Zurich Sunspot Number, nach der Eidgenössischen Sternwarte in Zürich) erfasst. Man zählt die Einzelflecken (Zahl f) und addiert dazu das Zehnfache der Gruppenanzahl (g), wobei auch Einzelflecken (Typ A und I) als „Gruppe“ gelten. Die Ergebnisse der Zählungen hängen vom jeweiligen Beobachter und dessen Instrumenten ab. Daher müssen sie durch einen individuellen Korrekturfaktor k vergleichbar gemacht werden. Die resultierende einfache Maßzahl der Sonnenaktivität
{\displaystyle R=k\cdot (f+10\cdot g)}
bewährt sich seit über 100 Jahren ebenso gut wie die aufwendige Flächenmessung der Sonnenflecken (maximal Promille der Sonnenfläche).
Durch die einfache Berechnungsweise lässt sich {\displaystyle R} bis 1610, dem Jahr der Erfindung des Fernrohrs, zurückverfolgen. Die Zentrale der Observatorien und vieler Amateurastronomen, die diese täglichen Maßzahlen meldeten, war bis Ende 1979 die Eidgenössische Sternwarte in Zürich. Seitdem werden die Daten u. a. beim Observatoire royal de Belgique gesammelt. Die dort ansässige Organisation heißt S.I.D.C. (Solar Influences Data Analysis Center).
In einem Minimumsjahr liegt {\displaystyle R} im Mittel unter 10 (de facto 0 bis 3 kleine Flecken), zur Zeit des Maximums steigen die Monatsmittel auf 60 bis 200 (durchschnittlich etwa 5 bis 10 größere Fleckengruppen). Da jedoch die Sichtbarkeit von Flecken mit der Größe des verwendeten Fernrohrs zunimmt, wurde die Zürcher Formel entwickelt, die sich auf ein „Normteleskop“ bezieht. Dadurch kommen manchmal seltsame Relativzahlen zustande (z. B. bei einem einzelnen Fleck {\displaystyle R^{*}=9} statt beobachtet {\displaystyle R=11}), was aber dem Wert der Maßzahl keinen Abbruch tut.
Bereits mit einem kleinen Fernrohr von 5 bis 10 cm Apertur lassen sich Sonnenaktivität und -zyklus, Rotation, Schmetterlingseffekt und anderes gut beobachten (siehe auch Sonnenbeobachtung). Natürlich darf man nie durch ein ungeschütztes Fernrohr in die Sonne sehen – das kann schwere Augenschäden bewirken! Als professionelle Hilfsmittel zur gefahrlosen Beobachtung kommen spezielle Sonnenfilter oder spezielle Optiken (Herschelkeil, H-alpha-Filter) zum Einsatz. Am einfachsten ist es, das Bild der Sonne auf weißes Papier zu projizieren, indem das Okular um einige Millimeter herausgedreht und das Papier ein paar Dezimeter dahinter gehalten wird (Okularprojektion). Auch die Nordrichtung lässt sich so einfach feststellen, weil das Bild durch die Erdrotation genau nach Westen wandert.

### 10,7-cm-Radio-Flux-Index
Die Fleckenrelativzahl korreliert sehr stark mit der Radiowellenstrahlung der Sonne bei 10,7 cm Wellenlänge. Die Strahlungsstärke wird als Radio Flux Index F10.7 bezeichnet. Die Strahlungsdichte wird in W/m²/Hz gemessen, manchmal in Jansky angegeben, meist aber in Solar Flux Units (sfu):
1 sfu = 104 Jy = 10−22 W/m²/Hz
Der solare Flux eignet sich zur Messung der Sonnenaktivität besser als die Sonnenfleckenrelativzahl, da diese von der subjektiven, manuellen Zählung der Sonnenflecken abhängt. Er kann in die Sonnenfleckenrelativzahl und umgekehrt umgerechnet werden.

## Klassifizierung

### Waldmeier-Klassifikation
Vom Schweizer Astronomen Max Waldmeier (Dissertation um 1935) stammt die Idee einer Einteilung der verschiedenen Typen und Größen von Sonnenflecken in ein Schema, welches auch die zeitliche Entwicklung wiedergibt: Vom kleinen Einzelfleck (Typ A, siehe Bild) bis zu riesigen schattierten Gebieten (Typ E und Typ F) und der anschließenden Rückbildung.
Kleine Flecken (A) entwickeln sich aus sogenannten Poren (größere Zellen der Granulation), verschwinden aber oft wieder nach wenigen Stunden. Bestehen sie etwas länger, werden sie magnetisch bipolar (Typ B oder C) und können sich manchmal zu D oder E/F weiterentwickeln und mehrere Wochen als bis zu 250.000 km lange Fleckengruppe bestehen bleiben. Meist geht aber die Rückbildung von B- oder C-Flecken direkt zu den Typen H oder J.

#### Stadien der Entwicklung

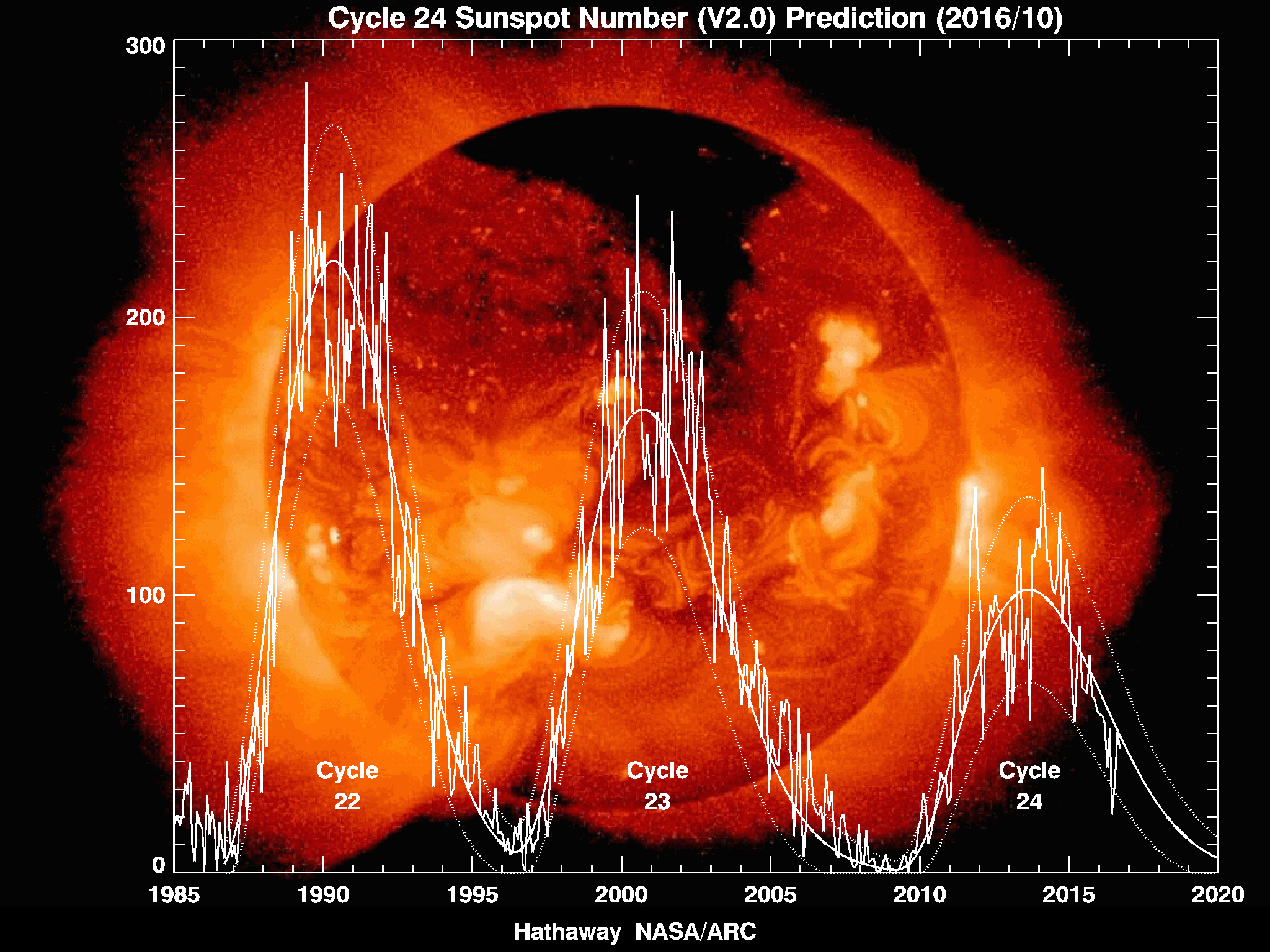
Sonnenfleck-Zyklus 24, 2013

Die lokale Verstärkung des Magnetfeldes behindert – wie oben erwähnt – den Wärmetransport einiger Konvektionszellen. Die dunklere Körnung dieser Granulen (etwa 1000 K kühler) entwickelt sich zu einem Einzelfleck (Typ A). Manche davon verschwinden innerhalb einiger Tage, andere entwickeln sich zu einer bipolaren Zweiergruppe (B). Aus ihnen können sich größere Gruppen (Typ C bis D) mit Penumbra entwickeln, die vereinzelt das Stadium E/F mit bis über 100 Flecken erreichen. Die Rückbildung dieser bis 200.000 km großen Fleckengruppen (siehe Titelbild) zu kleinen Doppel- und Einzelflecken (H, I) erfolgt innerhalb einiger Wochen oder Monate.
Nach dieser Klassifikation von Max Waldmeier (um 1940) werden also nicht alle der Kleinflecken vom Typ A/B zu größeren Fleckengruppen des Typs C und höher, sondern allenfalls zu kleinen Poren mit Penumbra (Stadium H oder I). Nur wenn sie sich zu den größten Typen D, E bzw. F entwickeln, können sie bei der Rückbildung dunkle Doppelflecken mit Halbschatten werden. Solche Zweiergruppen sind immer magnetisch unterschiedlich gepolt, und auf der anderen Hemisphäre genau umgekehrt. Dies ist ein Hinweis auf große, langsame Strömungen im Sonneninnern, die auch den 11-Jahre-Rhythmus bewirken.

#### Gruppe Typ E
Eine Sonnenfleckengruppe vom Typ E ist die zweitgrößte Entwicklungsstufe von bipolaren Fleckengruppen. Sie kann nur bei hoher Sonnenaktivität – das heißt, bei vielen Sonnenflecken – mehrmals monatlich auftreten.
Typ E hat zahlreiche Einzelflecken (20–100) und wie Typ D, F und G deutliche Halbschatten. Dort beträgt die Temperatur des Sonnengases (durchschnittlich knapp 6270 K) nur etwas über 5270 K, gegenüber 4270 K in den dunkelsten Teilen der Umbra. Eine typische E-Gruppe hat Ausmaße von 10 Erddurchmessern; die Erde selbst würde in manchem Einzelfleck verschwinden.

#### Gruppe Typ F
Eine Sonnenfleckengruppe vom Typ F ist die flächenmäßig größte, aber nicht sehr häufige Entwicklungsstufe von bipolaren Fleckengruppen. Ein Beispiel ist auf dem obigen Foto zu sehen.
Nach der Klassifikation von Max Waldmeier entwickeln sich nicht alle kleinen Sonnenfleckengruppen vom Typ A oder B zu größeren Fleckengruppen des Typs C bis E weiter. Bei genügend großer Sonnenaktivität, d. h., bei vielen Magnetstörungen und Sonnenflecken, entsteht Typ F aber häufig aus dem Typ E und setzt diesen voraus.
Typ F hat die größte Anzahl von Einzelflecken (bis zu etwa 200) und die maximale Fläche von Halbschatten, der Penumbra. Dort ist die normale Temperatur des Sonnengases nur um etwa 500 bis 1000 K verringert, gegenüber 2000 K in den dunkelsten Teilen der Umbra.
Nach etwa 2–10 Wochen bildet sich die Gruppe über den Typ G oder H bis zum Verschwinden als Einzelfleck (Typ I) zurück.

### Weitere Einteilungen
In der Zeit von 1875 bis 1997 führte das Royal Greenwich Observatory umfangreiche Sonnenbeobachtungen durch. Die Sonnenflecken wurden mit 10 Kategorien in einzelne Flecken, Paare, Gruppen und deren Kombinationen unterteilt.

## Geschichte

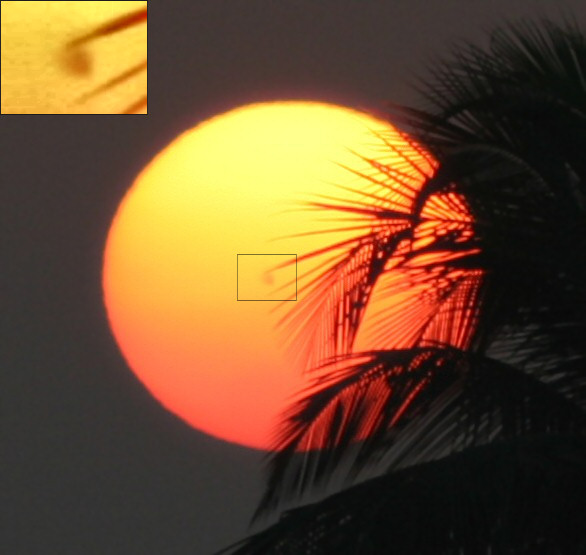
Ein mit bloßem Auge sichtbarer Sonnenfleck

Scheinbare Rotation der Sonne im Lauf eines Tages bei azimutaler Beobachtung.

Manche Sonnenflecken sind so groß, dass man sie mit dem bloßen Auge etwa bei einem Sonnenuntergang sehen kann. Eine Beobachterin entspricht einem Teleskop in azimutaler Montierung. Deshalb scheinen die Sonnenflecken im Lauf eines Tages zu rotieren. Aufzeichnungen über Sonnenflecken gibt es seit über 2000 Jahren. Beobachtungen von Anaxagoras (etwa 467 v. Chr.) kann man nicht eindeutig zuordnen. Theophrastos v. Eresos (4./3. Jh. v. Chr.) spricht in seinen „Wetterzeichen“ eindeutig von einem Fleck auf der Sonne. Aus China stammen Aufzeichnungen aus den Jahren 165 und 28 v. Chr.
Ein Sonnenfleck sei im Jahr 807 für acht Tage auf der Sonne zu sehen gewesen, berichtete Avicenna.
Eine Beobachtung aus dem Jahr 1128 von Johannes von Worcester blieb unbeachtet, da sich das damalige Weltbild nur eine „makellose“ Sonne vorstellen konnte. Eventuelle Flecken mussten daher Objekte zwischen Erde und Sonne sein, wie etwa unentdeckte Planeten, Monde oder Wolken.
In verschiedenen Epochen tauchten jedoch auch Vorstellungen auf, die in den Sonnenflecken dunkle Löcher, schwimmende Schlacken oder kühlere Stellen sahen.
Nach der Erfindung des Teleskops begann die systematische Beobachtung der Sonnenflecken. Die älteste private Aufzeichnung aus dieser Zeit stammt vom 8. Dezember 1610 von Thomas Harriot. Im März 1611 publizierte Johann Fabricius erstmals über Sonnenflecken.
Langzeitbeobachtungen wurden unabhängig davon von Galileo Galilei und Christoph Scheiner durchgeführt. Galilei schrieb im Jahr 1613 in seinen lettere solari von seinen in das Jahr 1611 zurückreichenden Beobachtungen. Scheiner entdeckte vom Turm der Heilig-Kreuz-Kirche in Ingolstadt am Vormittag des 21. März 1611 zusammen mit seinem Schüler Johann Baptist Cysat die Sonnenflecken. Galilei vertrat schon frühzeitig die heutige Ansicht, dass die Flecken Strukturen der Sonnenoberfläche seien.

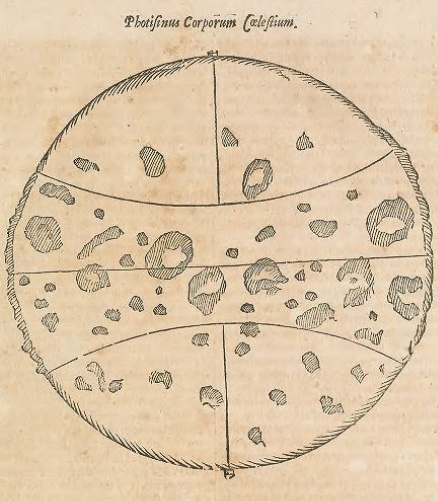
Eine Darstellung der Sonne mit zahlreichen Sonnenflecken auf Seite 3 im ersten Kapitel des ersten Buches der „Ars magna lucis et umbrae“ des Jesuiten Athanasius Kircher (* 1602; † 1680) in der in Amsterdam veröffentlichten ersten Ausgabe aus dem Jahr 1646

Veränderung der Häufigkeit von Sonnenflecken seit 1610

Die Beobachtung von Sonnenflecken wurde danach wegen des Maunder-Minimums von 1645 bis 1715 nur sporadisch durchgeführt. Während dieser 70 Jahre hatte die Sonne eine Phase geringer Sonnenfleckenaktivität. Etwa damals wurden die helleren Gebiete der Sonnenfackeln entdeckt.
Bereits im 18. Jahrhundert sprach der dänische Astronom Christian Pedersen Horrebow die Vermutung aus, dass manche Aktivitätserscheinungen in Bezug auf ihre Häufigkeit eine gewisse Periodizität zeigen. Im Göschen-Bändchen Astrophysik von W. F. Wislicenus 1899 (1. Auflage) und 1909 (3. Auflage von Hans Ludendorff überarbeitet) steht hierzu folgendes:

„1775 sprach Horrebow die Vermutung aus, dass die Flecke in bezug auf die Häufigkeit ihres Erscheinens eine gewisse Periodizität zeigen. Diese Vermutung wurde im 19. Jahrhundert durch die Untersuchungen Schwabes bestätigt.“

Christian Pedersen Horrebow (1718–1776) war wie sein Vater Peder Nielsen Horrebow (1679–1764) Direktor des Observatoriums in Kopenhagen, welches bis 1861 im Rundetårn beheimatet war.
Die Anerkennung für die Entdeckung der Zyklizität der Sonnenfleckentätigkeit fiel jedoch dem anhaltischen Apotheker und Amateur-Astronomen Samuel Heinrich Schwabe aus Dessau zu. Aufgrund seiner alltäglichen Beobachtungen im Verlauf von 17 Jahren (1826–1843) bemerkte auch er, dass die Häufigkeit der Sonnenflecken in einer rund 10-jährlichen Tendenz periodisch schwankt. Schwabe unterbreitete daraufhin die Unterlagen und seine Schlussfolgerungen dem damaligen Direktor der Eidgenössischen Sternwarte in Zürich, Rudolf Wolf, der sie bestätigte.

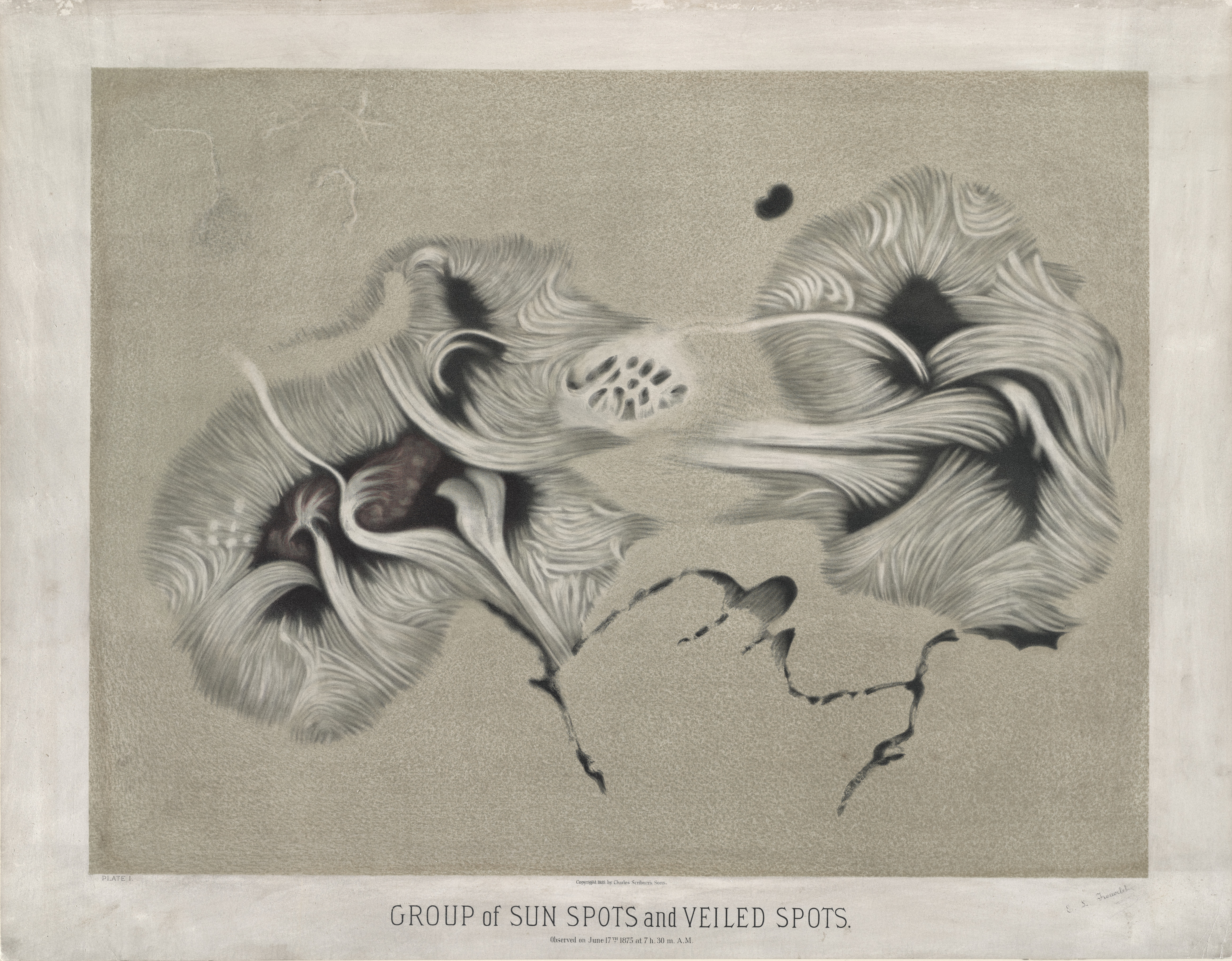
Ein großes Paar Sonnenflecken auf einer astronomischen Zeichnung des 19. Jahrhunderts (Trouvelot, 1881)

Anhand Tausender weiterer Sonnenangaben und Bezeichnungen von Sonnenflecken aus dem Zeitraum vom 17. bis 19. Jahrhundert begann Rudolf Wolf damit, die Periodizität der Sonnenflecken über das Jahr 1826 bis zu Galilei zurückzurechnen. Wolf rekonstruierte dadurch die statistische Entwicklung der Sonnenaktivität von 1749 an, genannt die Zürcher Zeitreihe.
Wolf nummerierte die Sonnenfleckenzyklen und wählte als Startpunkt den 0. Zyklus mit seinem Maximum im Jahr 1749. Vorangegangene Zyklen erhielten negative Zahlen.

## Sonnenobservatorien im Weltraum
Im Oktober 2006 wurden die beiden STEREO-Sonden gestartet. Mit ihnen konnte man die Sonne und die Wechselwirkung ihrer Teilchenausbrüche und Felder mit der Magnetosphäre der Erde erstmals dreidimensional beobachten (Stereoeffekt). STEREO B ging 2018 außer Betrieb,  STEREO A ist (Stand Juni 2024) weiterhin in Betrieb.
Seit 1995 operiert das Solar and Heliospheric Observatory (SOHO) am Lagrangepunkt L1 von Erde-Sonne, seit 2010 ist das Solar Dynamics Observatory in einer geostationären Umlaufbahn. 2020 startete der Solar Orbiter, der die Sonnenkorona untersucht. Das indische Sonnenobservatorium Aditya-L1 wurde im November 2023 gestartet.